# 高橋秀武
高橋 秀武（たかはし ひでぶ、1970年4月30日 - ）は、日本の漫画家。女性。東京都中野区出身。
ジャンルや作風は、ヤンキー漫画からヤクザもの、猟奇犯罪もの、社会風刺へとシフトしている。別名義に「湯嶋恵一」（デビュー当時の新人賞受賞時）、「瑳川恵一」（初の本誌連載作品で使用）がある。
人生において最大の影響を受けたものは、イギリスのバンド「デペッシュ・モード」であるとコメントしている。松田優作の大ファン。

## 略歴
- 1995年
  - 『週刊少年ジャンプ』（集英社）主催の「ホップ☆ステップ賞」を「運命促進改造の手引き」にて受賞（湯嶋恵一名義）。同誌増刊号『SPRING SPECIAL』に掲載されデビュー。
  - 単行本『ホップ★ステップ賞SELECTION』第18巻に収録。
- 1997年
  - 集英社の「手塚賞」（第53回・1997年上期）佳作を「ザ・スーパー・カタルシス」（湯嶋恵一名義）にて受賞。
- 1999年
  - 『週刊少年ジャンプ』にて『マッハヘッド』（瑳川恵一名義）を同年19号 - 32号に連載。
- 2002年
  - 『ヤングキング』（少年画報社）にて「デボル」を同年15号・16号に2話掲載。
  - 『ヤングキング』にて18号より『7（セブン）-環状七号線のやさぐれ天使-』を連載開始（2003年20号で終了）。
- 2003年
  - 『ヤングキング』にて「ワーム」を同年7号に掲載。
- 2004年
  - 『近代麻雀』（竹書房）にて『self』を同年5月15日号から6月15日号に短期集中連載（全3話）。
  - 『近代麻雀』にて「麻雀取調官 夏目奈津彦」を同年8月15日号および10月15日号に2話掲載。[3]。
  - 『ヤングキング別冊キングダム』（少年画報社）にて前述の『ワーム』を同年6号および9号 - 12号に連載。
  - 『週刊ヤングジャンプ』（集英社）にて「野獣は眠らず」を同年52号に掲載。
- 2005年
  - 『週刊ヤングジャンプ』および『漫革』（集英社）にて前述の『野獣は眠らず』を不定期連載（2006年8月で第一部完。続編は未定）。
- 2006年
  - 『週刊ヤングジャンプ』および『漫革』にて『妖怪人間ベム』の不定期連載を開始。
- 2007年
  - 『オースーパージャンプ』同年6月号および11月号、『スーパージャンプ』（集英社）同年18号にて、「トクボウ 朝倉草平」を読切として掲載[4]。
  - 『週刊ヤングジャンプ』にて「サンドガス」を同年29号に掲載。
- 2008年
  - 『スーパージャンプ』同年2号より『トクボウ 朝倉草平』を連載開始（2010年10月で完結）。
- 2012年
  - 『ジャンプ改』にて『鉄血のエクゾマ』を同年10月号に掲載。
- 2014年、『トクボウ 朝倉草平』が『トクボウ 警察庁特殊防犯課』のタイトルでテレビドラマ化された[5]。

## 作品リスト
- 『マッハヘッド』全2巻、集英社
  1. 1999年9月1日
  2. 1999年12月1日
- 『7（セブン）-環状七号線のやさぐれ天使-』全2巻、少年画報社
  1. 2003年5月1日
  2. 2003年8月7日
- 『野獣は眠らず』全3巻、集英社
  1. 2005年10月19日
  2. 2006年4月19日
  3. 2006年12月19日
- 『妖怪人間ベム』既刊1巻、集英社、2007年6月19日
- 『トクボウ 朝倉草平』全8巻、集英社
- 『スティグマタ-聖痕捜査-』既刊1巻、集英社、2015年3月19日
- 『雪と松』全3巻、ホーム社
  1. 2017年5月25日発売
  2. 2017年12月25日発売[6]
  3. 2019年3月25日発売
- 『スティグマタ-愛痕-』上下巻、2021年2月25日発売[7]
- 『サイケデリア』2022年4月25日発売[8]
- 『花と銀』既刊2巻
  1. 2023年8月24日発売[9]
  2. 2024年10月24日発売